# Patricia Neal
Patsy Louise (Patricia) Neal (Whitley County, 20 januari 1926 – Edgartown, 8 augustus 2010) was een Amerikaans actrice. Zij won in 1964 een Academy Award voor haar hoofdrol als Alma Brown in de dramafilm Hud en werd in 1969 voor een tweede genomineerd voor die als Nettie Cleary in de dramafilm The Subject Was Roses. Daarnaast won ze negen andere acteerprijzen, waaronder een Golden Globe voor haar hoofdrol als Olivia Walton in de televisiefilm The Homecoming: A Christmas Story (1971), BAFTA Awards voor Hud en voor haar hoofdrol als Maggie Haynes in In Harm's Way (1965) en een National Board of Review Award (voor Hud).
Neal maakte in 1949 haar film- en acteerdebuut als Mary McKinley in de komedie John Loves Mary. In datzelfde jaar nog verschenen ook The Hasty Heart en The Fountainhead, naar het gelijknamige boek van Ayn Rand. Voor Neal waren het haar eerste drie van meer dan dertig filmrollen, meer dan vijftig inclusief die in televisiefilms.
Neal was van 1953 tot in 1983 getrouwd met kinderboekenschrijver Roald Dahl. Samen kregen ze vijf kinderen, Ophelia, Lucy, Theo, Tessa en Olivia Twenty. Van Olivia moest ze afscheid nemen toen die op zevenjarige leeftijd overleed vanwege complicaties in verband met de mazelen. Hun overige kinderen maakten Neal meerdere malen grootmoeder, onder meer van Sophie Dahl.
Op 8 augustus 2010 overleed Neal in haar huis in Edgartown aan longkanker. 

## Filmografie
*Exclusief 17 televisiefilms

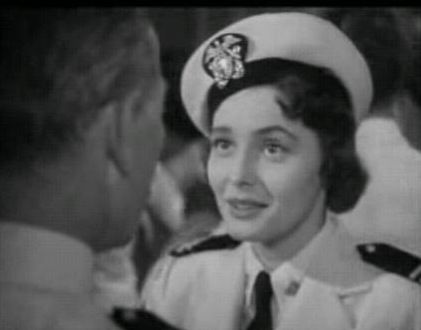
Operation Pacific (1951)

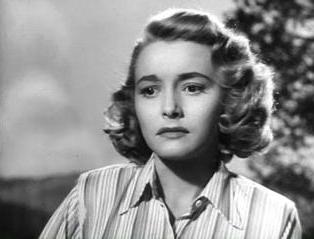
The Fountainhead (1949)

| - Flying By (2009) - For the Love of May (2000) - Cookie's Fortune (1999) - An Unremarkable Life (1989) - Ghost Story (1981) - The Passage (1979) - Nido de viudas (1977, ook bekend als Widows' Nest) - Hay que matar a B. (1975, ook bekend als B Must Die) - Happy Mother's Day, Love George (1973) - Baxter! (1973) - The Night Digger (1971) - The Subject Was Roses (1968) - In Harm's Way (1965) - Psyche 59 (1964) - Hud (1963) - Breakfast at Tiffany's (1961) | - A Face in the Crowd (1957) - Stranger from Venus (1954) - La tua donna (1954) - Something for the Birds (1952) - Washington Story (1952) - Diplomatic Courier (1952) - Week-End with Father (1951) - The Day the Earth Stood Still (1951) - Raton Pass (1951) - Operation Pacific (1951) - Three Secrets (1950) - The Breaking Point (1950) - Bright Leaf (1950) - The Hasty Heart (1949) - The Fountainhead (1949) - John Loves Mary (1949) |

## Televisieseries
*Exclusief eenmalige gastrollen
- Little House on the Prairie - Julia Sanderson (1975, twee afleveringen)
- Kung Fu - Sara Kingsley (1974, twee afleveringen)

- Bibsys: 90854732
- Biblioteca Nacional de España: XX1498939
- Bibliothèque nationale de France: cb14037659b (data)
- Catàleg d'autoritats de noms i títols de Catalunya: 981058608221006706
- CiNii: DA04559223
- Gemeinsame Normdatei: 131480014
- International Standard Name Identifier: 0000 0001 1032 7742
- Library of Congress Control Number: n83213554
- Bibliotheek van het Japanse parlement: 00472176
- Nationale Bibliotheek van Tsjechië: js20100830001
- Nationale bibliotheek van Australië: 35070852
- Nationale Bibliotheek van Israël: 987007276701805171
- Nationale Bibliotheek van Polen: a0000002272590
- Nederlandse Thesaurus van Auteursnamen: 074410369
- LIBRIS: 336928
- SNAC: w6445v0p
- Système universitaire de documentation: 059206675
- Trove: 817888
- Virtual International Authority File: 111164168
- WorldCat: E39PBJx8GW3MDJ3dhrDhkPW7HC